# 日本入試センター
株式会社日本入試センター（にほんにゅうしセンター、略称JEC）は、SAPIX YOZEMI GROUPの企業であり、教育関連の業務を行っている。現在法人は、1962年設立の株式会社三鳩社が母体である。2016年8月1日付で、1978年設立の（旧）株式会社日本入試センター他1社を吸収合併すると同時に、（新）株式会社日本入試センターへ商号変更した。代表の高宮英郎は、代々木ゼミナールを運営する学校法人高宮学園理事長。
主な業務は以下である。
- 代ゼミ模試 - 代々木ゼミナール主導で行われる代ゼミ模試の会場運営等は日本入試センターが中心となって行われている。これは、Y-SAPIX模試も例外ではない。
- SAPIX - 2010年5月までに中学受験向けの学習塾であるSAPIXの経営母体である株式会社ジーニアスコーポレーションの全株式を取得した。その為、買収が完了する前の2009年よりSAPIX中学部の運営を、2010年よりSAPIX小学部の運営を、買収完了後の2011年よりY-SAPIXの運営を行っている[4]。
- 出版業 - 2019年に代々木ライブラリー株式会社を吸収合併したため、代々木ライブラリーが担っていた出版業を引き継いでいる。
- 薬局 - 代々木駅前の「薬局サンライズファーマシィ」の運営を行っている。